# Catawba (Ohio)
Catawba é uma vila localizada no estado norte-americano de Ohio, no Condado de Clark.

## Demografia
Segundo o censo norte-americano de 2000, a sua população era de 312 habitantes.
Em 2006, foi estimada uma população de 315, um aumento de 3 (1.0%).

## Geografia
De acordo com o United States Census Bureau tem uma área de
0,7 km², dos quais 0,7 km² cobertos por terra e 0,0 km² cobertos por água.

## Localidades na vizinhança
O diagrama seguinte representa as localidades num raio de 16 km ao redor de Catawba.